# Austen Lane
(en) Statistiques sur pro-football-reference
Austen D. Lane (né le 9 novembre 1987 à Evanston, (Illinois) est un joueur américain de football américain. Après une carrière universitaire aux Racers de Murray State, il est drafté en 2010 par les Jaguars de Jacksonville. Il a aussi joué pour les Chiefs de Kansas City, les Lions de Détroit et les Bears de Chicago. Après avoir pris sa retraite du football américain en 2015, il entame une carrière de combattant d'arts martiaux mixtes et il concourt actuellement au sein de l'Ultimate Fighting Championship.

## Enfance
Lane fait ses études à la Iola-Scandinavia High School. Pour sa dernière année, il fait 14,5 sacks, soixante-dix-sept tacles, quatre fumbles récupérés et cinq punts bloqués. Il joue aussi dans l'équipe de basket-ball de son lycée, étant nommé dans la seconde équipe de la saison 2004-2005 pour toute la conférence.

## Carrière

### Université
Il entre à l'université d'État de Murray et commence à jouer dans l'équipe de football américain de l'université à partir de 2006. Lors de cette saison, il entre au cours de dix matchs et fait trente-quatre tacles, 2,5 sacks, une passe stoppée et deux tirs bloqués. En 2007, il débute dix matchs et devient le leader au niveau des tacles de l'équipe avec quarante-huit tacles. Pour la saison 2008, il devient titulaire à tous les matchs de la saison et fait soixante-trois tacles et bat le record de sack en une saison de l'université d'État de Murray avec douze sacks en douze matchs.
Pour sa dernière saison universitaire, il est finaliste du Buck Buchanan Award, donné au meilleur joueur défensif de la conférence FCS. Il est néanmoins nommé dans l'équipe All-American de la saison par l' Associated Press et nommé meilleur joueur défensif de la saison en Ohio Valley Conference. En 2009, il fait onze sacks et  retourne une interception en touchdown de vingt-et-un yards. Il fait aussi soixante-quatre tacles, trois provocation de fumble, un fumble récupéré, huit pressions sur quarterback et deux passes déviées.

### Professionnel

#### Jaguars de Jacksonville
Austen Late est sélectionné au cinquième tour du draft de la NFL de 2010 par les Jaguars de Jacksonville au 153e choix. Il retrouve son entraineur universitaire Matt Griffin qui a été appelé par les Jaguars comme entraineur assistant offensif. Il signe un contrat de quatre ans le 14 juillet 2010 d'une valeur de 1,974 million $, ainsi qu'une prime de signature de 184 000 $.
Pour sa première saison en professionnel (rookie), Lane joue onze matchs dont neuf comme titulaire et fait dix-sept tacles.
Il est libéré le 13 juin 2013. Il écrit sur son expérience sur le site Web de Sports Illustrated.

#### Chiefs de Kansas city
Il est réclamé au ballottage par les Chiefs de Kansas City le 14 juin 2013.

#### Lions de Détroit
Lane signe avec les Lions de Détroit le 5 novembre 2013, mais il est licencié le 27 novembre.

#### Bears de Chicago
Lane signe avec les Bears de Chicago le 17 février 2014, mais il est libéré le 30 août. Il signe de nouveau en décembre 2014.

#### Retraite
Il annonce sa retraite du football américain le 3 août 2015.

## Carrière dans les arts martiaux mixtes
Lane entame une carrière dans les arts martiaux mixtes en novembre 2015, tout d'abord avec en tant qu'amateur, puis en tant que professionnel à partir d'avril 2017. Après plusieurs années dans le circuit régional, sa victoire contre Richard Jacobi le 20 septembre 2022 dans les Dana White's Contender Series lui permet d'obtenir un contrat avec l'Ultimate Fighting Championship. Il est défait lors de son premier combat contre Justin Tafa le 10 septembre 2023 à Las Vegas.